# Miroslav Fassati
Miroslav Fassati (9. října 1925 – ???) byl český a československý politik Československé strany socialistické a poslanec Sněmovny národů Federálního shromáždění za normalizace.

## Biografie
Po volbách roku 1976 zasedl do české části Sněmovny národů (volební obvod č. 42 – Náchod, Východočeský kraj). Křeslo nabyl až dodatečně v červnu 1979 po doplňovacích volbách poté, co zemřel poslanec Jan Sedláček. Mandát obhájil ve volbách roku 1981 (obvod Náchod). Ve Federálním shromáždění setrval do konce funkčního období, tedy do voleb roku 1986.